# Canal de Berry
Het Canal de Berry is een kanaal in de regio Centre-Val de Loire. Het in de eerste helft van de 19e eeuw gebouwde kanaal werd in 1955 door de bevoegde overheid buiten gebruik gesteld 
Het kanaal werd ontworpen onder Napoleon om de vallei van de Cher te verbinden met het stroomgebied van Loire. De eerste spadesteek werd gegeven in 1811 in Montluçon. Bij de openstelling voor de scheepvaart in 1840 bestond het kanaal uit drie deeltrajecten:
- Het noordwestelijke traject van Bannegon via Bourges en Vierzon tot de monding in de gekanaliseerde Cher bij Noyers-sur-Cher - 142 km
- Het noordoostelijke traject van Bannegon via Sancoins naar het Canal latéral à la Loire bij Marseilles-lès-Aubigny - 49 km
- Het zuidelijke traject van Bannegon via Saint-Amand-Montrond naar Montluçon - 70 km

Een gepland zuidoostelijk traject dat een verbinding naar de Allier zou maken werd nooit uitgevoerd.
Voor de 93 sluizen op het kanaal werd uit kostenbesparing bij de bouw geopteerd voor een breedte van slechts 2,70 m bij een lengte van 27,75 meter. Het kanaal werd vooral gebruikt om steenkool  naar de hoogovens in het noorden van Berry te vervoeren, en omgekeerd erts naar Montluçon. De smalle schuiten, berrichonnes, werd voortgetrokken door muilezels of door mankracht. De beperkte breedte, problemen met de watertoevoer en de teruglopende mijnactiviteit in Berry zorgden ervoor dat het kanaal geen groot succes werd. Het kanaal verloor verder aan belang na de komst van de spoorweg. In tegenstelling tot de meeste andere vandaag nog bestaande en bevaarbare kanalen werd het Canal de Berry niet opgenomen in het moderniseringsprogramma van Freycinet waardoor het nooit toegankelijk werd voor spitsen. Tegen 1940 werd het kanaal niet meer gebruikt. In 1955 werd het officieel buiten gebruik gesteld en de eigendom overgedragen aan de verschillende gemeenten langsheen het traject. Dit leidde er toe dat een aantal kanaalpanden drooggelegd werden voor een nieuwe bestemming of overwoekerd raakten, waardoor op vandaag nog slechts een beperkt deel bevaarbaar is. Stukken van de jaagpaden langs het kanaal werden opengesteld als fietspaden.